# 18 Pułk Piechoty (austro-węgierski)

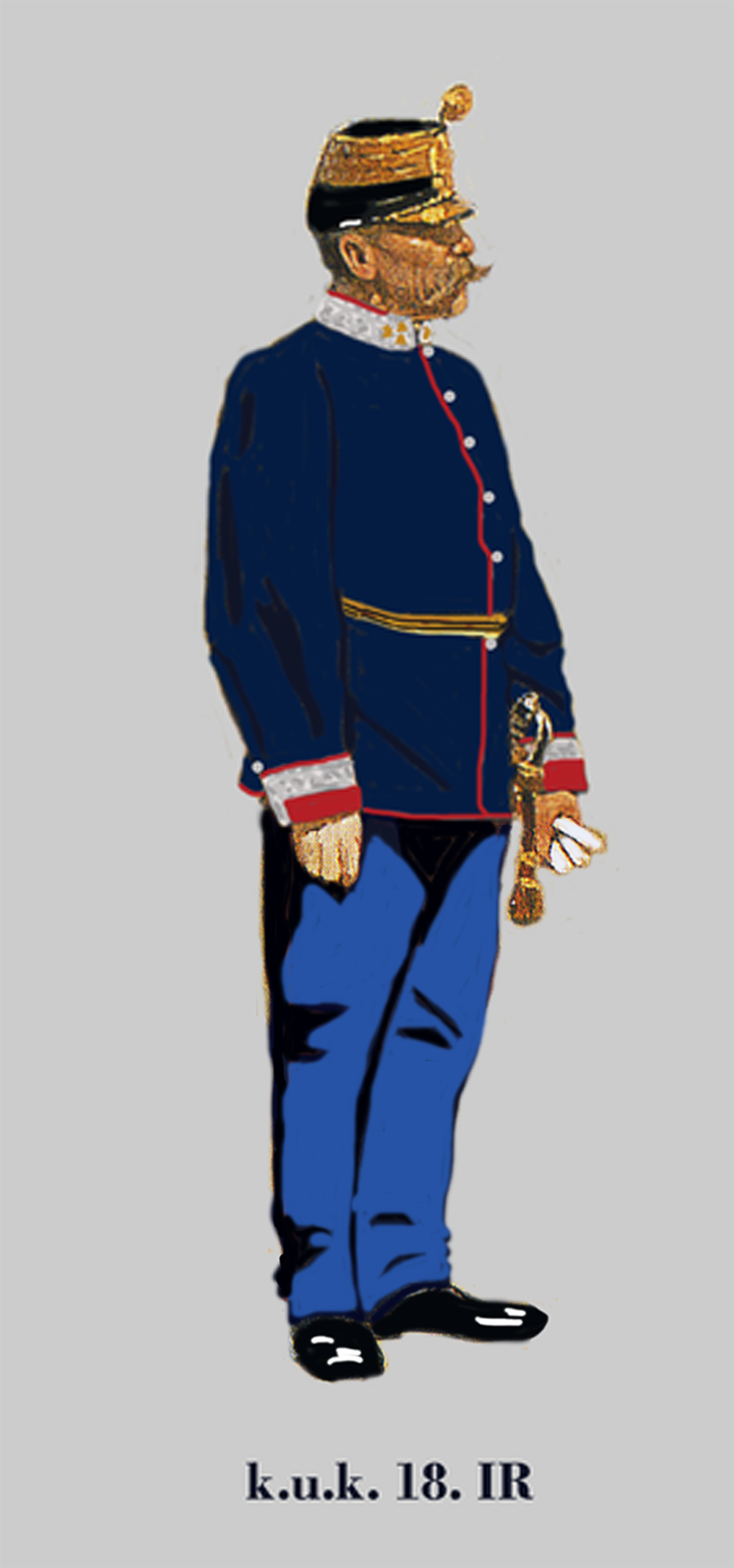
Pułkownik IR. 18 w mundurze paradnym

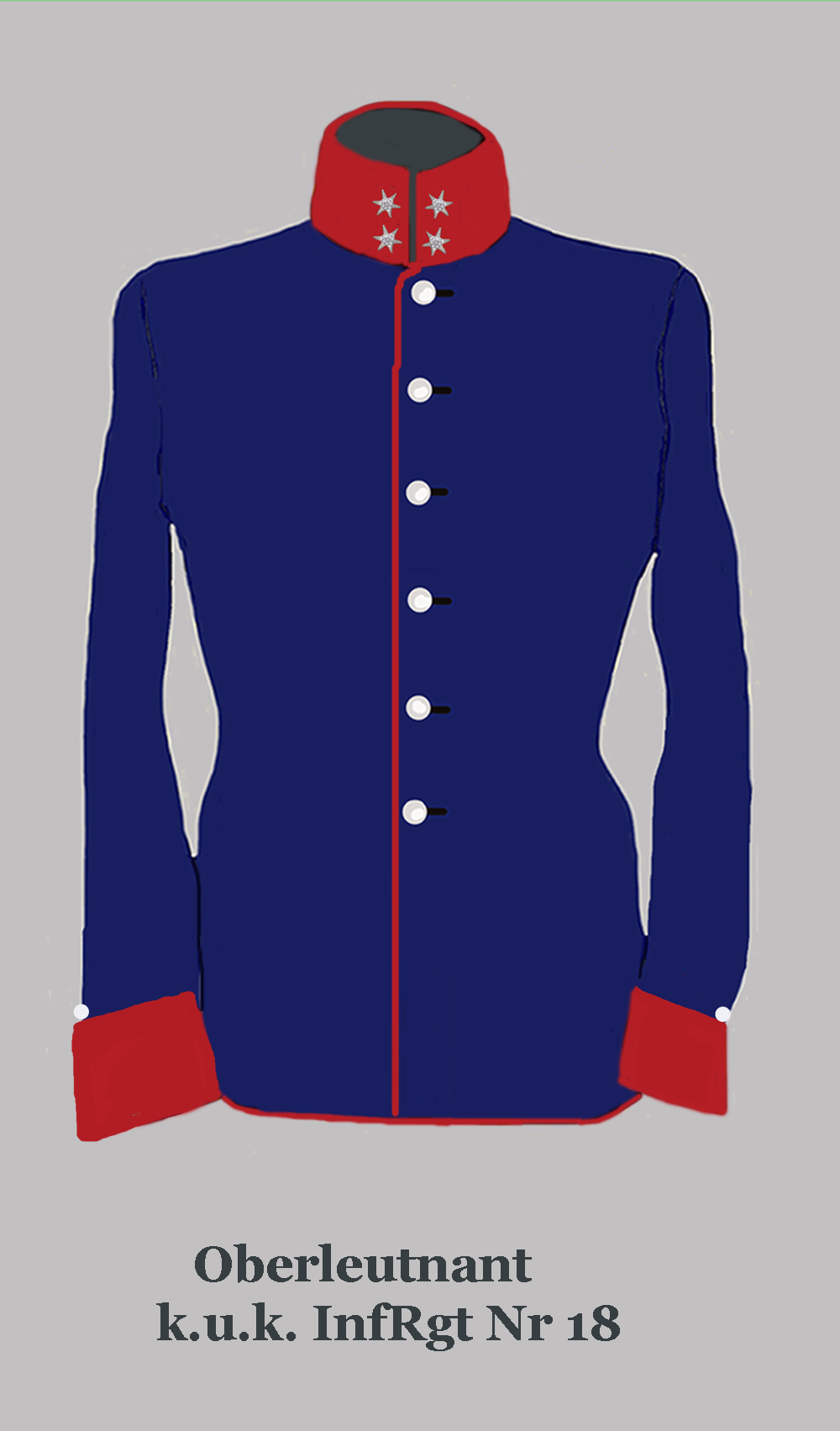
Kurtka munduru porucznika IR. 18

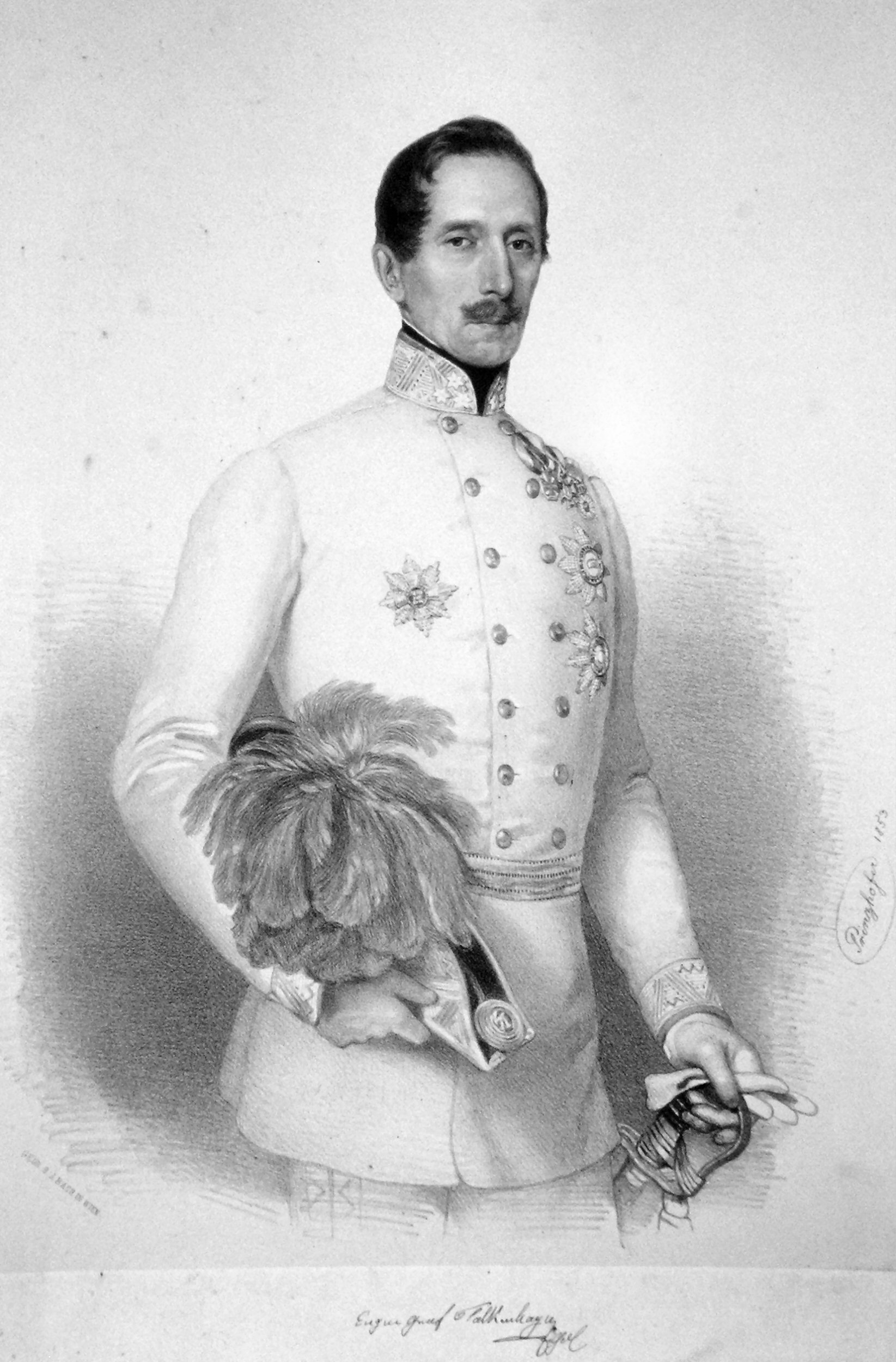
2. szef pułku Eugen Isidor von Falkenhayn

Czeski Pułk Piechoty Nr 18 (IR. 18) – pułk piechoty cesarskiej i królewskiej Armii. 

## Historia pułku
Pułk kontynuował tradycje pułku utworzonego w 1682 roku. 
Okręg uzupełnień nr 18 Königgrätz na terytorium 9 Korpusu.
Kolory pułkowe: ciemnoczerwony (dunkelrot), guziki srebrne. 
Skład narodowościowy w 1914 roku 23% – Niemcy, 75% – Czesi.
W 1873 roku sztab pułku znajdował się Jaromierzu (niem. Josephstadt), natomiast komenda rezerwowa i stacja okręgu uzupełnień w Sadowej.
W 1891 roku pułk (bez 4. batalionu) stacjonował w Königgrätz i wchodził w skład 20 Brygady Piechoty należącej do 10 Dywizji Piechoty, natomiast 4. batalion był detaszowany na terytorium 15 Korpusu do twierdzy Bileća (niem. Bilek) i podporządkowany komendantowi 6 Brygady Górskiej należącej do 18 Dywizji Piechoty.
Do 1899 roku pułk stacjonował w Terezinie (niem. Theresienstadt) oraz Sadowej (1. batalion) i wchodził w skład 57 Brygady Piechoty należącej do 29 Dywizji Piechoty.
W latach 1899–1906 pułk (bez 2. batalionu) stacjonował w Ołomuńcu na terytorium 1 Korpusu i wchodził w skład 10 Brygady Piechoty należącej do 5 Dywizji Piechoty. Na terytorium 9 Korpusu pozostał 2. batalion w Sadowej, który był podporządkowany komendantowi 58 Brygady Piechoty należącej do tej samej 29 Dywizji Piechoty. 
W 1906 roku pułk (bez 2. batalionu) został przeniesiony na terytorium 14 Korpusu (komenda pułku razem z 4. batalionem do Brunico (niem. Bruneck), 1. batalion do Lienzu, 3. batalion do Niederdorfu) i włączony w skład 15 Brygady Piechoty należącej do 8 Dywizji Piechoty. W okręgu uzupełnień, w Sadowej, pozostał 2. batalion, który nie zmienił podporządkowania. W 1908 roku 1. batalion został przeniesiony z Lienzu do Brunico.
W latach 1910–1914 pułk stacjonował w Sadowej z wyjątkiem 2. batalionu, który był detaszowany na teren 16 Korpusu i stacjonował w Nevesinje.
Pułk wchodził w skład 20 Brygady Piechoty należącej do 10 Dywizji Piechoty, natomiast detaszowany 2. batalion był podporządkowany komendantowi 3 Brygady Górskiej należącej do 18 Dywizji Piechoty.
W czasie I wojny światowej pułk walczył z Rosjanami w 1914 i 1915 roku w Galicji. Uczestniczył w bitwie gorlickiej. Żołnierze pułku są pochowani m.in. na cmentarzach wojennych nr: 4 w Grabiu, 138 w Bogoniowicach, 139 w Tursku-Łosiach, 58 w Przysłupie.

## Szefowie pułku
Kolejnymi szefami pułku byli:
- FZM Wenzel Alois Vetter von Lilienberg (1821 – †6 II 1840),
- FML Maximilian Reising von Reisinger (1840 – †30 I 1848),
- wielki książę Rosji Konstanty (1848 – †25 I 1892),
- arcyksiążę, FZM Leopold Salvator (od 1893)[1].

Drugimi szefami pułku byli:
- generał kawalerii Eugen Isidor von Falkenhayn (1849 – †16 IX 1853),
- generał kawalerii Karl Pergler von Perglas (1853 – †2 V 1868)[1].

## Żołnierze
Komendanci pułku
- płk Adolf Teutschenbach von Ehrenruhe (1873[3])
- płk Joseph von Kaliwoda ( – 1891 → komendant 34 Brygady Piechoty[10])
- płk Hugo Scheriau (1892[10] – )
- płk Gustav von Wittich ( – 1899 → komendant 40 Brygady Piechoty)
- płk Eduard von Siebert (1899 – 1 XI 1902 → stan spoczynku w stopniu tytularnego generała majora)
- płk Karl Sandner von Sendburg (1902–1905 → komendant 51 Brygady Piechoty Obrony Krajowej)
- płk Kamillo Rebensteiner von Blankenfeld (1905 – 1908 → stan spoczynku)
- płk Gustav von Malzer (1908[11] – 1912 → komendant 94 Brygady Piechoty)
- płk Franz Otahal von Ottenhorst (1912–1914[1])

Oficerowie
- kpt. Wilhelm von Biela
- kpt. Julius Swoboda